# Doryphoribius maasaimarensis
Espèce
Doryphoribius maasaimarensis est une espèce de tardigrades de la famille des Isohypsibiidae.

## Distribution
Cette espèce est endémique du Kenya.

## Étymologie
Son nom d'espèce, composé de maasaimar[a] et du suffixe latin -ensis, « qui vit dans, qui habite », lui a été donné en référence au lieu de sa découverte, la réserve nationale du Masai Mara.

## Publication originale
- Fontoura, Lisi & Pilato, 2013 : A new tardigrade Doryphoribius maasaimarensis sp. nov. (Eutardigrada: Hypsibiidae) from Kenya. Zootaxa, no 3630 (2), p. 359–368.